# Parmawallaby
Das Parmawallaby oder Parmakänguru (Notamacropus parma) ist eine Känguruart aus der Gattung der Wallabys (Notamacropus). Die Art, die zu den kleinsten Vertretern der Wallabys zählt, galt bereits mehrere Jahrzehnte als ausgestorben, bevor sie in den 1960er-Jahren „wiederentdeckt“ wurde. Die Bezeichnung Parmawallaby und der Artzusatz im wissenschaftlichen Namen ist auf die Bezeichnung der Aborigines in der Region Illawarra für dieses Tier zurückzuführen und verweist nicht etwa auf die italienische Stadt Parma.

## Merkmale
Parmawallabys zählen zu den kleinsten Vertretern der Kängurus, sie erreichen eine Kopf-Rumpf-Länge von 45 bis 53 Zentimetern und eine Schwanzlänge von 40 bis 55 Zentimetern. Das Gewicht variiert zwischen 3,2 und 5,9 Kilogramm, wobei die Männchen deutlich größer und schwerer als die Weibchen werden. Wie bei den meisten Kängurus sind die Hinterbeine deutlich länger und kräftiger als die Vorderbeine. Ihr Fell ist an der Oberseite rötlich oder graubraun gefärbt, die Unterseite ist hellgrau. Kennzeichnend sind die weiße Kehle, ein weißer Wangenstreifen und ein dunkler Rückenstreifen.

## Verbreitung und Lebensraum

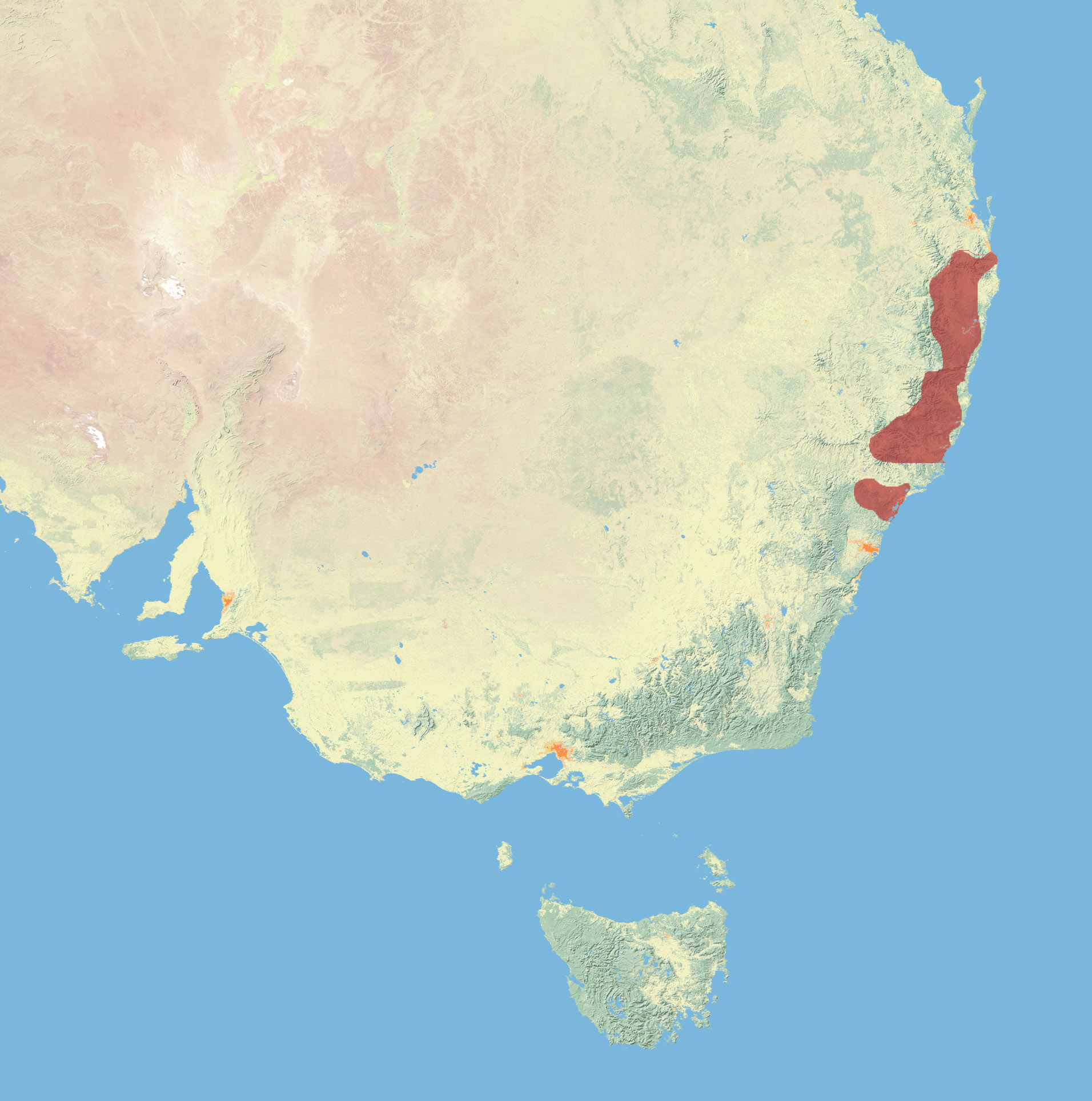
Verbreitungsgebiet des Parmawallaby

Parmawallabys bewohnen ein kleines Gebiet in der Great Dividing Range im australischen Bundesstaat New South Wales. Ihr Lebensraum sind vorwiegend mit Hartlaubvegetation bestandene Bergländer mit dichtem Unterholz bis in 900 Meter Seehöhe. Seltener findet man sie auch in Eukalyptuswäldern oder feuchteren Habitaten. Eine kleine, eingeschleppte Population lebt auf der zu Neuseeland gehörenden Insel Kawau.

## Lebensweise
Diese Kängurus sind scheue, vorwiegend dämmerungs- oder nachtaktive Tiere. Sie leben in der Regel einzelgängerisch, finden sich aber manchmal zu kurzlebigen Gruppen ohne ausgeprägte Sozialstruktur zusammen. Wie bei den meisten Känguruarten ist kein Territorialverhalten ausgeprägt. Parmakängurus sind Pflanzenfresser, die sich von Gräsern und Kräutern ernähren.

## Fortpflanzung
Die Paarungszeit liegt zwischen März und Juli, dann bringt das Weibchen nach rund 35-tägiger Tragzeit ein einzelnes Jungtier zur Welt. Wie bei vielen anderen Känguruarten kommt es zur verzögerten Geburt: kurz nach der Geburt paart sich das Weibchen erneut, der neugezeugte Embryo wächst jedoch erst heran, sobald das alte Jungtier entwöhnt wird oder stirbt. Auf diese Weise können Parmawallabys eine rasche Geburtsfolge sicherstellen.
Das Jungtier verbringt seine ersten 30 Lebenswochen im Beutel der Mutter, wo es gesäugt wird, nach zehn weiteren Wochen ist es entwöhnt und selbständig. Die Geschlechtsreife tritt mit 16 bis 24 Monaten ein.
Die Lebenserwartung in freier Wildbahn wird auf sechs bis acht Jahre geschätzt, in menschlicher Obhut können die Tiere elf bis 15 Jahre alt werden.

## Parmakängurus und Menschen
Die scheuen Tiere wurden in den 1840er-Jahren erstmals von Europäern gesichtet und wissenschaftlich beschrieben. Sie galten nie als häufig und ab dem Ende des 19. Jahrhunderts gab es keine Sichtungen mehr, sodass sie bereits für ausgestorben gehalten wurden.
Im Jahr 1965 wurde die Art auf der neuseeländischen Insel Kawau, die auch von Derbywallabys bewohnt wird, wiederentdeckt. Man hielt diese Population für die einzig überlebende, und mehrere Tiere wurden auch nach Australien gebracht, in der Hoffnung, sie in Gefangenschaft züchten und wieder auswildern zu können. 1967 stellte man fest, dass es doch noch wilde Populationen in Australien selbst gibt. In der Zwischenzeit wurden einige verstreute Populationen dieser Art in der Great Dividing Range entdeckt. Durch den Schutz eines Teils ihres Verbreitungsgebiets sind die Individuenzahlen im Steigen begriffen, die IUCN listet die Art heute als „gering gefährdet“ (near threatened).
Parmakängurus werden in 15 deutschen Zoos gehalten, damit sind sie zusammen mit den wesentlich häufigeren Benettkängurus die häufigste Beuteltierart der deutschen Zoolandschaft.

## Belege
1. ↑  Conder & Strahan (Hrsg.): Dictionary of Australian and New Guinean Mammals. CSIRO PUBLISHING, 2007, ISBN 978-0-643-10006-0, S. 72–73 (Macropus parma).